# Arcidiocesi di Toliara
L'arcidiocesi di Toliara (in latino Archidioecesis Toliarana) è una sede metropolitana della Chiesa cattolica in Madagascar. Nel 2022 contava 187.000 battezzati su 1.312.000 abitanti. È retta dall'arcivescovo Gustavo Bombín Espino, O.SS.T.

## Territorio
L'arcidiocesi comprende parte della provincia di Toliara.
Sede arcivescovile è la città di Toliara, dove si trova la cattedrale di San Vincenzo de' Paoli.
Il territorio è suddiviso in 28 parrocchie.

## Storia
La diocesi di Tuléar fu eretta l'8 aprile 1957 con la bolla Cum id ob temporum di papa Pio XII, ricavandone il territorio dalla diocesi di Fort-Dauphin (oggi diocesi di Tôlagnaro).
Originariamente suffraganea dell'arcidiocesi di Tananarive (oggi arcidiocesi di Antananarivo), l'11 dicembre 1958 entrò a far parte della provincia ecclesiastica di Fianarantsoa.
Il 28 ottobre 1989 assunse il nome di diocesi di Toliara per effetto del decreto Apostolicis sub plumbo della Congregazione per l'evangelizzazione dei popoli.
Il 3 dicembre 2003 è stata elevata al rango di arcidiocesi metropolitana con la bolla De universo dominico di papa Giovanni Paolo II.

## Cronotassi dei vescovi
Si omettono i periodi di sede vacante non superiori ai 2 anni o non storicamente accertati.
- Michel-Henri Canonne, A.A. † (25 aprile 1959 - 28 febbraio 1974 dimesso)
- René Joseph Rakotondrabé † (28 febbraio 1974 - 15 maggio 1989 nominato vescovo di Toamasina)
- Fulgence Rabeony, S.I. (2 aprile 1990 - 22 luglio 2023 ritirato)
- Gustavo Bombín Espino, O.SS.T., dal 22 luglio 2023

## Statistiche
L'arcidiocesi nel 2022 su una popolazione di 1.312.000 persone contava 187.000 battezzati, corrispondenti al 14,3% del totale.
| anno | popolazione | popolazione | popolazione | presbiteri | presbiteri | presbiteri | presbiteri                | diaconi | religiosi | religiosi | parrocchie |
| anno | battezzati  | totale      | %           | numero     | secolari   | regolari   | battezzati per presbitero | diaconi | uomini    | donne     | parrocchie |
| ---- | ----------- | ----------- | ----------- | ---------- | ---------- | ---------- | ------------------------- | ------- | --------- | --------- | ---------- |
| 1970 | 36.000      | 350.000     | 10,3        | 20         | 2          | 18         | 1.800                     |         | 42        | 66        | 10         |
| 1980 | 35.670      | 405.000     | 8,8         | 21         | 2          | 19         | 1.698                     |         | 29        | 89        | 14         |
| 1990 | 56.000      | 791.196     | 7,1         | 31         | 3          | 28         | 1.806                     |         | 50        | 198       | 14         |
| 1999 | 86.000      | 722.000     | 11,9        | 35         | 9          | 26         | 2.457                     |         | 50        | 207       | 20         |
| 2000 | 87.000      | 750.000     | 11,6        | 34         | 9          | 25         | 2.558                     |         | 58        | 216       | 19         |
| 2002 | 65.000      | 700.000     | 9,3         | 37         | 9          | 28         | 1.756                     |         | 75        | 240       | 20         |
| 2003 | 77.603      | 795.000     | 9,8         | 44         | 11         | 33         | 1.763                     |         | 64        | 244       | 20         |
| 2004 | 79.000      | 795.000     | 9,9         | 48         | 10         | 38         | 1.645                     |         | 56        | 279       | 19         |
| 2010 | 94.645      | 912.000     | 10,4        | 62         | 22         | 40         | 1.526                     |         | 67        | 277       | 21         |
| 2014 | 119.638     | 1.014.000   | 11,8        | 63         | 26         | 37         | 1.899                     |         | 68        | 305       | 23         |
| 2017 | 160.175     | 1.097.500   | 14,6        | 66         | 30         | 36         | 2.426                     |         | 55        | 223       | 24         |
| 2020 | 174.340     | 1.235.000   | 14,1        | 69         | 33         | 36         | 2.526                     |         | 62        | 305       | 26         |
| 2022 | 187.000     | 1.312.000   | 14,3        | 75         | 37         | 38         | 2.493                     |         | 69        | 338       | 28         |